# 바뇰리델트리뇨
바뇰리델트리뇨(이탈리아어: Bagnoli del Trigno)는 이탈리아 몰리세주 이세르니아도의 코무네다. 캄포바소로부터 북서쪽으로 25km, 이세르니아에서 북동쪽 20km 거리에 위치해있다.

## 지역 출신 유명인사
- 안니발레 차르니엘로